# (65739) 1993 SG13
1993 أس جي 13 (ويعرف أيضًا باسم (65739) 1993 أس جي 13 وفق تسمية الكوكب الصغير) (بالإنجليزية: 1993 SG13)‏ هو كويكب ضمن حزام الكويكبات؛ وترتيبه 65739 من حيث الاكتشاف.
اكتُشف هذا الجُرم الفلكي بواسطة إيريك والتر إلست في 16 سبتمبر 1993.

## وصلات خارجية
- (65739) 1993 SG13 في قاعدة بيانات مختبر الدفع النفاث لأجرام النظام الشمسي الصغيرة

- الاكتشاف · مخطط المدار ·  العناصر المدارية · المعلمات المادية

- (65739) 1993 SG13 على موقع ويكي سكاي: DSS2, SDSS, GALEX, IRAS, Hydrogen α, X-Ray, Astrophoto, Sky Map, Articles and images